# 이베라 습지

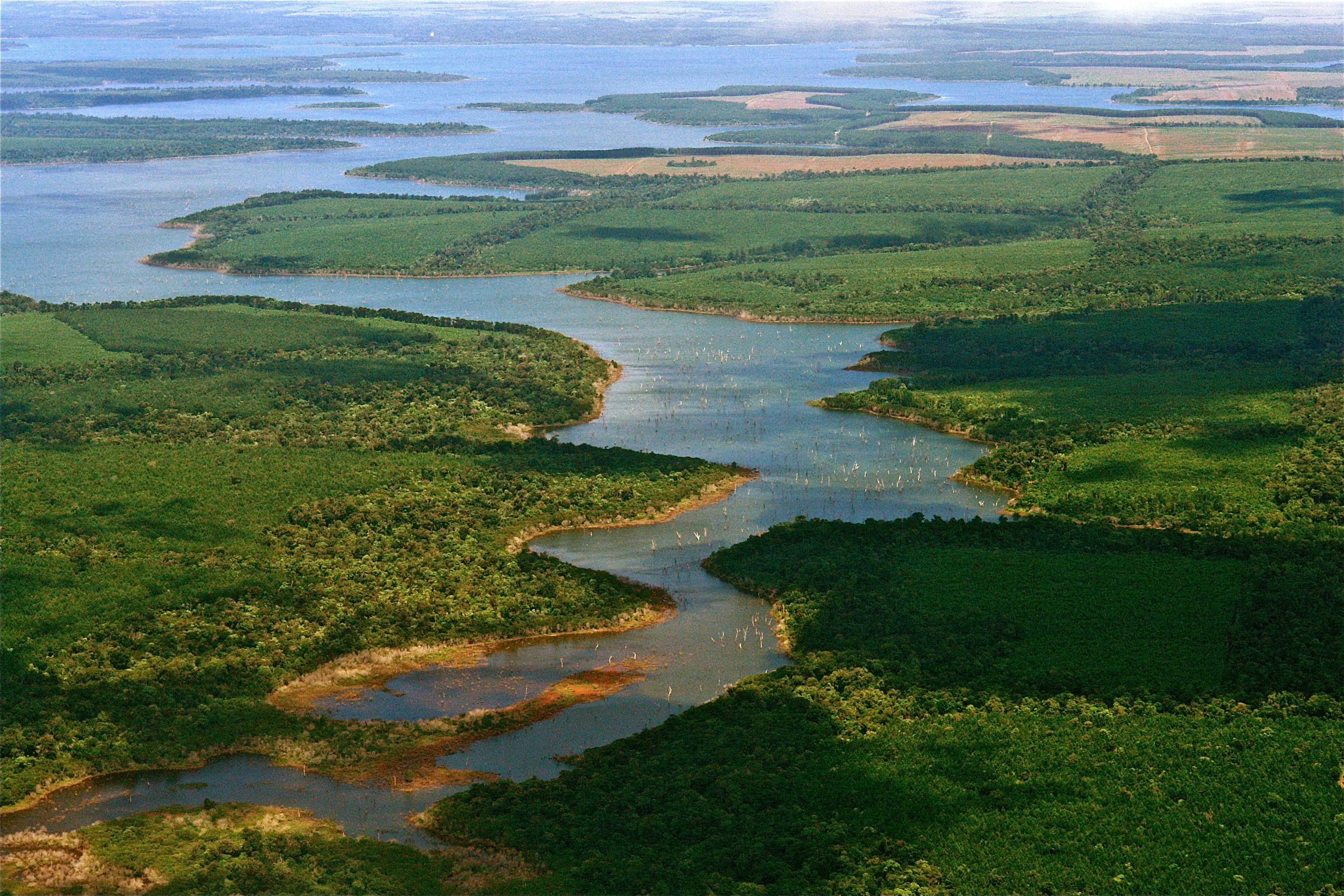
이베라 습지

이베라 습지(스페인어: Esteros del Iberá)는 아르헨티나 코리엔테스주에 있는 늪, 수렁, 고여있는 호수, 석호 등의 혼합 지형이다.
1982년부터, 습지가 이베라 주립 보호지역에 포함되었다.